# Duduka da Fonseca
Duduka da Fonseca, nascido Eduardo Moreira da Fonseca (Rio de Janeiro, 31 de março de 1951) é um músico de jazz e baterista brasileiro.
Atuou ao lado dos músicos nacionais e internacionais como, Tom Jobim, Joe Henderson, Cláudio Roditi, Naná Vasconcelos, entre outros.
É o autor do livro Brazilian Rhythms for Drumset, lançado pela Manhattan Music/DCI.